# Тијана Ем
Тијана Милентијевић (Крагујевац, 29. април 1999), познатија као Тијана еМ, српска је фолк певачица. Достигла је велику популарност 2020. године када је објавила песму Жена од султана која има скоро 100 милиона прегледа на платформи Јутјуб.

## Биографија
Рођена је 29. априла 1999. у Крагујевцу. Учествовала је са 13 година у емисији Ја имам таленат. Ишла је у певачку школу Vivo коју држе Марија Шерифовић и Данијел Павловић, због чијих је подстрека, како каже, наставила да развија свој таленат.
Тијана тренутно студира Правни факултет у Београду. 

### Звезде Гранда
Појавила се у емисији Звезде Гранда 2014. године, тада је стигла до финала и топ 10 кандидата са само 15 година. У склопу Гранд продукције објављује своје певачке првенце као што су Млада, лепа, паметна и Пророк.

### Жена од султана
Након великог успеха ове песме почиње да наступа свуда по региону и дијаспори. Завршила је сарадњу са Гранд продукцијом и приклонила се Шаран концепт продукцији, чије је заштитно лице одмах након Слађе Алегро и Само Боба. Ова песма била је намењена управо Слађи, али је она одбила.  Након ове песме преузима псеудоним Тијана еМ. Била је и на турнеји у Америци. Следеће године објављује песму Како оставити лава.

### Приватни живот
Била је у вези са Мишом Куљеновићем, чланом бенда који ју је пратио на наступима, кога је пријавила за психички и физичко насиље. Касније се сазнало да је у вези са популарним бугарским певачем Медијем, али су убрзо окончали однос због даљине.

## Дискографија

### Синглови
- Млада, лепа, паметна (2014)
- Што не боли, живот није (2015)
- Екстаза (2015)
- Пророк (2017)
- Жена од султана (2020)
- Како оставити лава (2021)
- Бандит (2022) са Раста (музичар)
- А ти, а ти (2023) са Ем-Си Стојан
- Нова религија (2023)

### Спотови
| Спот               | Година | Режисер         |
| ------------------ | ------ | --------------- |
| Порок              | 2017   | Марко Тодоровић |
| Жена од султана    | 2020   | Sharan Allegro  |
| Како оставити лава | 2021   | Sharan Allegro  |
| Бандит             | 2022   | Sharan Allegro  |
| А ти,а ти          | 2023   |                 |
| Нова религија      | 2023   | Sharan Allegro  |
| А сад' адио        | 2025   | Sharan Allegro  |
| Граната            | 2025   | Sharan Allegro  |
| Милион             | 2025   | Sharan Allegro  |
| Пази сломљено      | 2025   | Sharan Allegro  |